# HD 69830 c
HD 69830 c – planeta orbitująca wokół gwiazdy HD 69830. Należy do grupy gorących neptunów.